# Fußballspiel Fortuna Düsseldorf – Hertha BSC am 15. Mai 2012
Das Fußballspiel zwischen Fortuna Düsseldorf und Hertha BSC vom 15. Mai 2012 war das Rückspiel der Relegation zwischen dem Drittplatzierten der 2. Bundesliga und dem  auf Platz 16 platzierten Erstligisten am Ende der Saison 2011/12.
Aufgrund des Abbrennens von bengalischem Feuer von beiden Fanlagern, eines Platzsturms von Fortuna-Anhängern und wegen Übergriffen von Hertha-Spielern gegen den Unparteiischen musste das Spiel mehrfach unterbrochen werden. Dies führte zu einem beträchtlichen Medienecho und zu einer hitzigen Diskussion über notwendige straf- und sportrechtliche Konsequenzen, insbesondere über die Angemessenheit der Bestrafung von Fortuna Düsseldorf mit einem Geisterspiel.
Die Partie endete mit einem 2:2-Unentschieden, sodass Düsseldorf in die 1. Bundesliga aufstieg und Hertha BSC in die 2. Bundesliga absteigen musste.

## Vorgeschichte
Am 34. Spieltag der Fußball-Bundesliga 2011/12 gelang es Hertha BSC, durch einen 3:1-Sieg gegen die TSG 1899 Hoffenheim mit 31 Punkten den 16. Tabellenplatz zu belegen, da gleichzeitig der 1. FC Köln daheim mit 1:4 gegen den FC Bayern München unterlag und mit 30 Punkten den direkten Gang in die Zweitklassigkeit antreten musste.
Fortuna Düsseldorf sicherte sich tags darauf durch ein 2:2-Unentschieden gegen den MSV Duisburg einen Punkt und konnte so mit 62 Punkten dank der besseren Tordifferenz den dritten Platz in der 2. Bundesliga vor dem FC St. Pauli über die Ziellinie retten, der gegen den SC Paderborn 07 mit 5:0 gewann.
Das Hinspiel der Relegation fand am Donnerstag, dem 10. Mai, vor etwa 68.000 Zuschauern im Berliner Olympiastadion statt. Hertha BSC ging in der 19. Minute durch Roman Hubník zuerst mit 1:0 in Führung. Anschließend konnte der Spielstand von der Fortuna durch Thomas Bröker (64.) und ein Eigentor von Adrián Ramos (71.) zum 1:2 gedreht werden. Bereits beim Hinspiel entzündeten Düsseldorfer Fans bengalisches Feuer.

## Das Spiel
Da die Düsseldorfer das Hinspiel gewonnen hatten, genügte ein Unentschieden auf jeden Fall zum Aufstieg. Auch bei einer 0:1-Niederlage wären sie aufgrund der Auswärtstorregel aufgestiegen. Hätte es nach 90 Minuten 2:1 für Hertha gestanden, wäre es zu einer Verlängerung gekommen. Bei einem anderen Sieg als 1:0 oder 2:1 wäre die Hertha nicht abgestiegen.
Schon nach 25 Sekunden stand es 1:0, nachdem Maximilian Beister nach einem Sololauf mit einem platzierten Schuss aus 25 Metern abschloss. Die Hertha kam ihrerseits nach mehreren guten Gelegenheiten in der 22. Minute durch Änis Ben-Hatira zum Ausgleich.

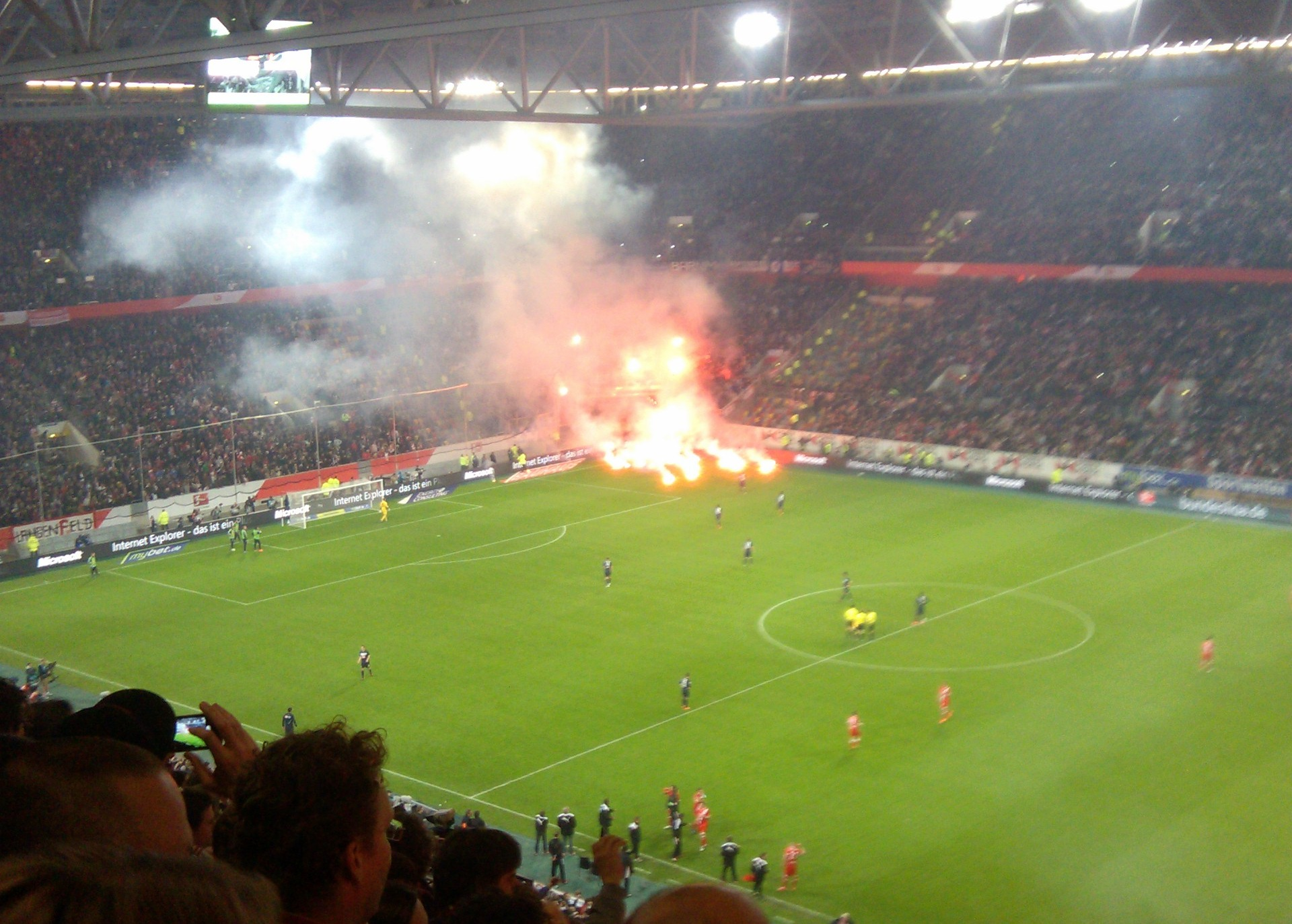
Brandkörper im Herthafanblock und auf dem Spielfeld (ca. 62. Spielminute)

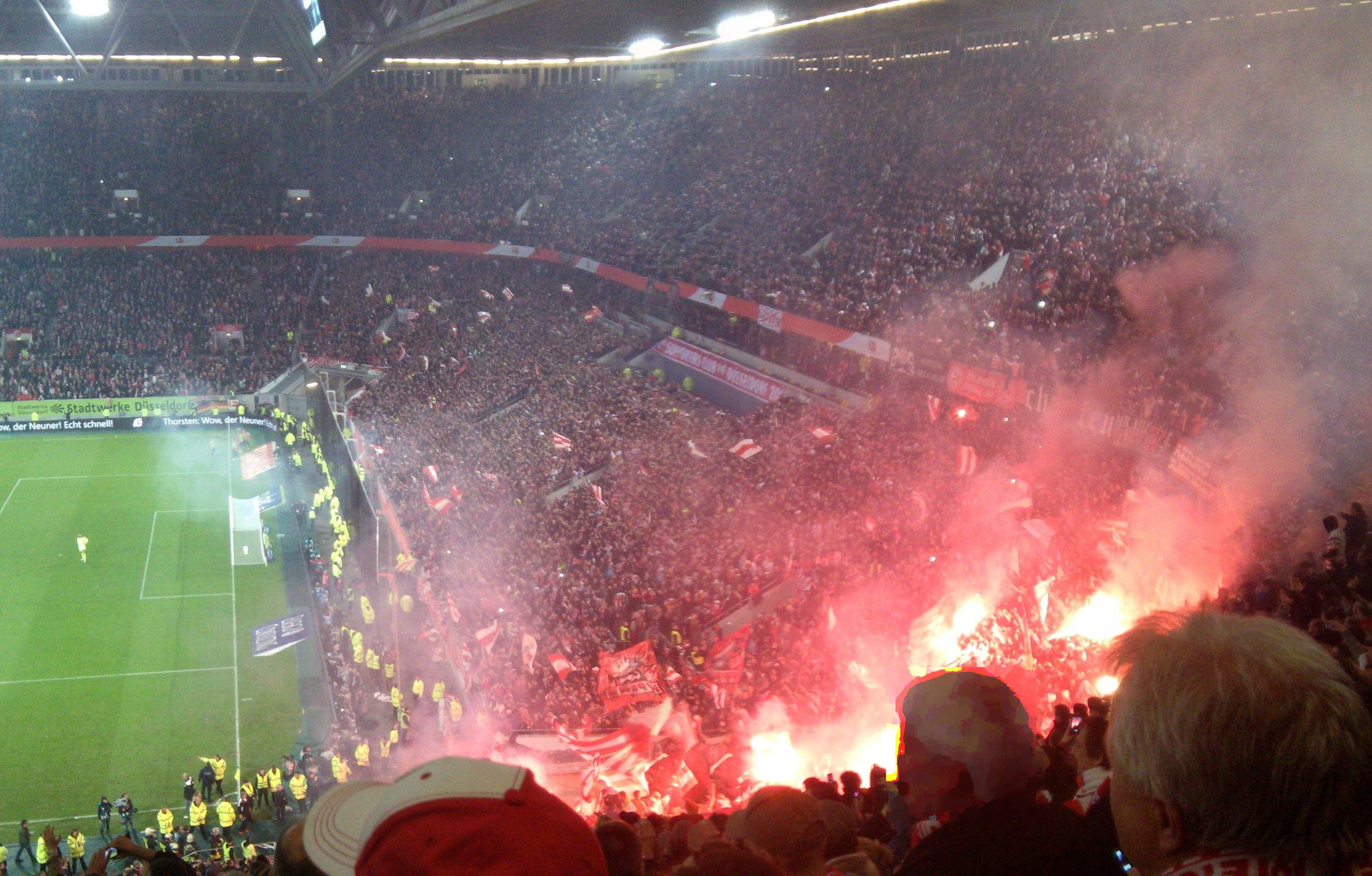
Fortunafanblock (ca. 62. Spielminute)

In der 54. Minute sah Ben-Hatira nach einer Attacke mit gestrecktem Bein gegen Adam Bodzek die Gelb-Rote Karte. Fünf Minuten später sorgte Ranisav Jovanović nach Flanke von Thomas Bröker für die erneute Düsseldorfer Führung. Anschließend musste Schiedsrichter Wolfgang Stark wegen des Abfeuerns von Knallkörpern und auf das Spielfeld geworfener bengalischer Feuer von Seiten der Berliner Gästefans das Spiel zum ersten Mal unterbrechen. Kurz nach den Herthafans zündeten auch Düsseldorfer Fans Bengalos. Den Rest des Spiels war die Fortuna vorrangig auf das Verteidigen des knappen Vorsprungs bedacht. Hertha rannte weiter an und drängte auf den erneuten Ausgleich, welcher schließlich in der 85. Minute durch Raffael fiel. Danach musste das Spiel ein zweites Mal unterbrochen werden, da die Gästefans erneut bengalische Feuer auf das Spielfeld geworfen hatten. Durch den Stadionsprecher erfolgte die Durchsage, dass, wenn noch ein weiteres bengalisches Feuer auf den Rasen gelangen würde, das Spiel sofort abgebrochen werden würde. In der Folgezeit positionierten sich mehrere Polizisten (teilweise mit Polizeihunden) vor dem Gästefanblock.
Aufgrund der wiederholten Unterbrechungen wurde nach Ablauf der regulären Spielzeit durch den vierten Offiziellen Markus Wingenbach eine Nachspielzeit von sieben Minuten angezeigt. Bereits während der Nachspielzeit gelangten trotz einer Vielzahl von Ordnern immer mehr Anhänger der Fortuna über Zäune und Banden in den Innenraum des Stadions und bis an den Rand des Spielfeldes.
Etwa eineinhalb Minuten vor dem geplanten Abpfiff stürmten einige hundert Fortunafans den Platz. Einige von ihnen zündeten weitere Bengalos, andere begannen, Stücke aus dem Rasen herauszuschneiden. Mindestens eine Eckfahne wurde entwendet. Möglicherweise hatten einige der Fans einen Pfiff von Wolfgang Stark für das Ende des Spiels gehalten. Der Schiedsrichter unterbrach das Spiel daraufhin erneut und verschwand sofort in der Kabine, die Spieler beider Mannschaften folgten ihm wenig später in die „Katakomben“. Die feiernden Düsseldorfer Fans wurden von Sicherheitskräften, Spielern und dem Stadionsprecher aufgefordert, den Innenraum zu verlassen, da die Partie sonst nicht zu Ende gespielt werden könne. Nach einigen Minuten war das Spielfeld weitestgehend geräumt und beide Mannschaften standen wieder auf dem Platz. Trotzdem wurden sie erneut in die Kabinen geschickt. Schiedsrichter Stark kam nach rund zehn Minuten Spielunterbrechung zurück auf das Feld, die Mannschaft der Fortuna folgte ihm wenig später. Hertha BSC erklärte sich schließlich nach circa zehn weiteren Minuten bereit, das Spiel zu Ende zu spielen.
| Paarung            | Fortuna Düsseldorf – Hertha BSC |
| Ergebnis           | 2:2 (1:1) |
| Datum              | 15. Mai 2012 um 20:30 Uhr |
| Stadion            | ESPRIT arena, Düsseldorf |
| Zuschauer          | 51.000 |
| Schiedsrichter     | Wolfgang Stark |
| Tore               | 1:0 Maximilian Beister (1.) 1:1 Änis Ben-Hatira (22.) 2:1 Ranisav Jovanović (59.) 2:2 Raffael (85.) |
| Fortuna Düsseldorf | Michael Ratajczak – Tobias Levels, Jens Langeneke, Assani Lukimya, Johannes van den Bergh – Adam Bodzek, Oliver Fink – Thomas Bröker, Ken Ilsø (46. Ranisav Jovanović), Andreas Lambertz (90. Juanan) – Maximilian Beister (77. Adam Matuschyk) Cheftrainer: Norbert Meier |
| Hertha BSC         | Thomas Kraft – Christoph Janker (72. Christian Lell), Roman Hubník, Andre Mijatović, Lewan Kobiaschwili – Peter Niemeyer, Ronny (90.+4' Felix Bastians) – Nikita Rukavytsya (72. Patrick Ebert), Raffael, Änis Ben-Hatira – Adrián Ramos Cheftrainer: Otto Rehhagel        |
| Gelbe Karten       | Lambertz (39.), Jovanović (60.), van den Bergh (85.) – Janker (24.), Ronny (25.), Ben-Hatira (40.), Ebert (76.), Mijatović (89.), Kobiaschwili (90.) |
| Platzverweise      | keine – Ben-Hatira (54.) |

## Sportrechtliche Folgen

### Erfolgloser Protest gegen Spielwertung

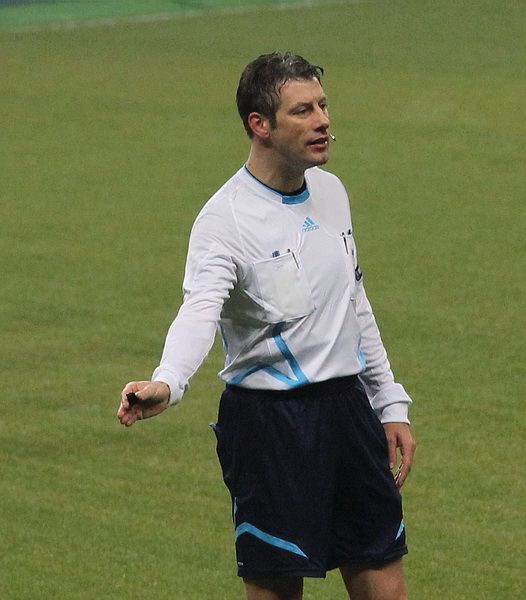
Wolfgang Stark

Hertha BSC legte Einspruch gegen die Wertung des Spiels ein: „Für uns war das Spiel irregulär. Da ging es nicht mehr um sportlichen Wettkampf. Einziger Zweck der Wiedereröffnung dieses Spiels war, eine weitere Eskalation zu verhindern.“, begründete Herthas Anwalt Christoph Schickhardt den Protest: „In der DFB-Satzung steht, dass ein Spiel unter diesen Umständen nicht gewertet, sondern wiederholt wird.“ Hertha-Manager Michael Preetz erklärte: „Wir rufen das DFB-Sportgericht an, um in dieser Frage zu ermitteln. Die Spieler hatten Angst. Es ging nicht mehr um das sportliche Geschehen. Die Frage nach der eigenen Sicherheit stand im Vordergrund, nicht das Bemühen, in den verbleibenden zwei Minuten noch ein Tor zu erzielen.“
Der Einspruch von Hertha BSC wurde in einer Verhandlung am Freitag, dem 18. Mai, unter dem Vorsitz des Vorsitzenden des DFB-Sportgerichts, Hans E. Lorenz, behandelt. Schiedsrichter Wolfgang Stark sagte dabei aus, dass entgegen der Behauptung der Verantwortlichen von Hertha BSC das Spiel nicht nur fortgesetzt worden sei, um eine Eskalation zu verhindern. Stark erklärte, dass das Spiel ordnungsgemäß beendet wurde. Zudem zweifelte er die Behauptung an, dass Berliner Spieler Ängste ausgestanden hätten, da sie ihn nach dem Spiel beleidigt und tätlich angegriffen hätten. Fortuna-Anwalt Horst Kletke berief sich im Wesentlichen auf die Tatsachenentscheidung des Schiedsrichters und seine Einschätzung, dass problemlos weitergespielt werden konnte, was auch im Interesse der Spieler von Hertha BSC gelegen habe. Der DFB-Kontrollausschussvorsitzende Anton Nachreiner beantragte in seinem Plädoyer die Ablehnung des Antrages und kritisierte die Verantwortlichen von Hertha BSC scharf für ihren Protest, weil die Berliner Gästefans nach dem 2:1-Führungstreffer von Fortuna Düsseldorf beinahe selbst für einen Spielabbruch gesorgt hätten.
Die Urteilsverkündung des DFB-Sportgerichts in der Frage der Spielwertung wurde nach Abschluss der Beweisaufnahme und den Plädoyers auf Montag, den 21. Mai vertagt. Richter Lorenz hatte Fernsehbilder als Beweismittel nicht zugelassen. Der Einspruch von Hertha BSC wurde abgewiesen. Der Vorsitzende erklärte, dass kein Einspruchsgrund vorlag und Hertha BSC keine einseitige Schwächung nachweisen konnte. Lorenz sagte weiterhin, der Platzsturm sei „nicht in feindseliger Haltung erfolgt und diente nicht dazu, Gewalt auszuüben, sondern das Aufstiegsgefühl auszuleben“.
Hertha BSC legte daraufhin Berufung gegen das Urteil ein und ging damit in die nächste Instanz, vor das DFB-Bundesgericht, welches sich am 25. Mai mit dem Berufungsantrag befasste. Das Gericht bestätigte nach zehnstündiger Verhandlung das Urteil der ersten Instanz. Nachdem Hertha BSC die schriftliche Urteilsbegründung des Bundesgerichts zugegangen war, akzeptierten die Berliner das Urteil.

### DFB-Verfahren und strafrechtliche Ermittlungen gegen Spieler
Noch am Mittwochabend gab der DFB-Kontrollausschuss bekannt, er habe Ermittlungen gegen beide Klubs und gegen die Hertha-Spieler Lewan Kobiaschwili, Thomas Kraft, Christian Lell, Andre Mijatović sowie Fortuna-Kapitän Andreas Lambertz aufgenommen. Schiedsrichter Wolfgang Stark stellte eine Strafanzeige gegen Kobiaschwili und beschuldigte ihn, ihm mit der Faust in den Nacken geschlagen zu haben. Des Weiteren wurde der Unparteiische von mehreren oben genannten Spielern beleidigt, vermutlich, weil er die Begegnung rund 30 Sekunden zu früh beendet habe. Zuvor war Lell bereits mit Düsseldorfs Assani Lukimya aneinandergeraten und soll den Abwehrspieler dabei beleidigt und angespuckt haben. Lambertz nahm nach Spielende im Zuge der Feier mit den Fans eine bengalische Fackel in die Hand und wedelte damit als Geste der Freude herum, was gegen das allgemeine Verbot des Einsatzes von Pyrotechnik verstößt. Einige Tage nach den Ereignissen wurde bekannt, dass zwei Spieler von Fortuna Düsseldorf in der Nacht nach dem Spiel in einer Diskothek weitere Bengalos gezündet hatten und sie ihnen vom Sicherheitspersonal abgenommen werden mussten. Der nordrhein-westfälische BDK-Vorsitzende Wilfried Albishausen forderte eine Bestrafung der Spieler.
Am 4. Juni 2012 verhängte der DFB gegen Kobiaschwili eine Sperre rückwirkend vom 16. Mai bis zum 31. Dezember 2012, was die bislang längste wegen einer Tätlichkeit verhängte Sperre der Bundesligageschichte ist. Der Spieler bestritt, den Schiedsrichter tätlich angegriffen zu haben. Im Dezember 2012 wurde ein Strafbefehl gegen Kobiaschwili in Höhe von 60.000 Euro verhängt, den er akzeptierte, sodass es zu keiner öffentlichen Gerichtsverhandlung kam.
Die Berliner Thomas Kraft und Andre Mijatović wurden mit einer Vier- bzw. Drei-Spiele-Sperre belegt. Düsseldorfs Andreas Lambertz wurde zu einer Sperre von zwei Spielen verurteilt. Gegen Christian Lell, der sich nicht von Hertha-Anwalt Schickhardt vertreten ließ, verhängte das DFB-Sportgericht am 5. Juni 2012 eine Sperre von fünf Spielen.

### DFB-Verfahren gegen die Vereine
Am 12. Juni 2012 beantragte der DFB-Kontrollausschuss neben einem Geisterspiel 100.000 Euro Strafe gegen die Fortuna und einen Teilausschluss der Zuschauer, sowie 50.000 Euro Strafe gegen Hertha BSC. Am 28. Juni 2012 folgte das DFB-Sportgericht diesem Antrag. Sowohl Hertha als auch Fortuna legten Einspruch gegen das Urteil ein. Am 10. August 2012 entschied das DFB-Sportgericht über den Einspruch von Fortuna und änderte die Strafe hierbei ab. Statt eines Geisterspiels verhängte es für die ersten beiden Heimspiele der Saison 2012/13 in Düsseldorf nunmehr einen teilweisen Zuschauerausschluss. Bei den Partien am 1. September 2012 gegen Borussia Mönchengladbach und am 22. September 2012 gegen den SC Freiburg durften demnach je Spiel nur 25.000 Fortuna-Anhänger und 5.000 Anhänger der Gästemannschaften im Stadion zuschauen. Der Stehplatzbereich musste bei diesen Begegnungen geschlossen bleiben. Im Gegenzug für den Verzicht auf die Bestrafung mit dem ersten Geisterspiel der 1. Bundesliga wurde für Fortuna Düsseldorf die Geldstrafe auf 150.000 Euro erhöht.

#### Verfahren der Vereine gegen Fans
Fortuna Düsseldorf verklagte im November 2012 den Fan, der den Elfmeterpunkt aus dem Rasen geschnitten hatte, auf 50.000 Euro Schadensersatz. Dieser hatte für Aufsehen in der Boulevardpresse gesorgt, da er versucht hatte, den entwendeten Elfmeterpunkt über Facebook zu versteigern. Im Dezember 2012 erfolgte zwischen den Parteien eine außergerichtliche Einigung, die ein Stadionverbot sowie eine Geldzahlung für den Fan beinhaltete, über deren Höhe Stillschweigen vereinbart wurde.

## Reaktionen
Obwohl laut einem Polizeibericht der Beamten vor Ort „es weder vor, während noch nach dem Spiel zu gravierenden körperlichen Auseinandersetzungen oder Gewalt“ gekommen war, wurde das Spiel als eines der größten Skandalspiele der Bundesliga-Geschichte bezeichnet und rief weitreichende Reaktionen aus Politik und Gesellschaft hervor. Wieder flammte die Diskussion über die Rolle der Ultras, der Vereine, der Ordnungsdienste und der Polizei in der Prävention von Gewalt sowie den Gebrauch von Pyrotechnik in Stadien auf.
In einer gemeinsamen Erklärung von DFB und DFL erklärten die Offiziellen, sie hätten die Vorkommnisse mit „Bestürzung und Sorge zur Kenntnis genommen.“ Es sei „ein Punkt erreicht, an dem neue Wege gegen Gewalt im Umfeld von Fußballspielen gegangen werden müssen. Die jüngsten Ausschreitungen zum Saisonende machen einmal mehr auf traurige Weise deutlich, dass die bisherigen Konzepte und Maßnahmen allein nicht mehr ausreichen.“ DFB-Generalsekretär Helmut Sandrock erklärte in einem ARD-Brennpunkt, er halte es für möglich, dass Stehplätze abgeschafft werden und wieder Zäune um das Spielfeld gezogen werden.
Bundesinnenminister Hans-Peter Friedrich (CSU) forderte: „Die Vereine müssen ihren Fans klarmachen, dass Gewalt nicht geduldet wird. Sie müssen ihnen klarmachen, dass Pyrotechnik in Stadien nichts zu suchen hat. Und sie müssen ihnen schließlich klarmachen, dass es die Fanprivilegien für Ultras und andere nicht mehr geben wird, wenn dort nicht endlich Ruhe und Ordnung einkehrt.“ In einem Kommentar für das Fußballmagazin Kicker forderte Rainer Franzke „strengste Sanktionen“ und eine „konzertierte Aktion gegen den Hooliganismus im Fußball.“ Er beklagte, dass „die Gewalttäter in den Kurven und hinter den Toren längst den Ton angeben“ und „von den Nachbarn nicht nur geduldet, sondern in vielen Fällen auch angefeuert und unterstützt“ würden.
In einem Kommentar auf tagesschau.de äußerte sich der Journalist Patrick Gensing dagegen kritisch über seiner Meinung nach „zu heftigen Reaktionen“ von Medienvertretern. Er forderte stattdessen „mehr Gelassenheit und Realitätssinn“ von allen Beteiligten. Marco Noli, Rechtsanwalt u. a. für Fanrechte, sagte in einem Interview gegenüber dem Fußballmagazin 11 Freunde, dass er „keine Steigerung der Fangewalt erkennen“ könne und stattdessen die Stadien „viel sicherer als in der Vergangenheit“ seien. Den Hertha-Verantwortlichen warf er vor, durch Begriffe wie „Todesangst“ und „Blutbad“ im Zusammenhang mit dem Spiel „böswillig Gift in die Debatte gegossen“ zu haben. Die weitere Diskussion des Themas in den Medien (z. B. in den Talkshows hart aber fair oder Menschen bei Maischberger) bezeichnete er als „Unverschämtheit“ und „Populismus“, die dem Dialog zwischen Fans und Funktionären schaden. Sandra Maischberger hatte zuvor in ihrer Talkshow Ultras als „Taliban der Fußballfans“ bezeichnet, ihr Gast Werner Schneyder beschrieb Choreografien als „faschistoide Versammlungsrituale“.
Beim Fußball-Sicherheitsgipfel im Juli 2012, der als Reaktion auf dieses Fußballspiel einberufen wurde, wurde ein Verbot von Bengalos beschlossen, deren Abbrennen mit Stadionverbot geahndet werden soll. Die Stehplätze in den Stadien sollen allerdings nicht abgeschafft werden.